# Leiostyla monticola
Leiostyla monticola é uma espécie de gastrópode  da família Pupillidae.
É endémica de Portugal.
Está ameaçada por perda de habitat.